# Bengalia labiata
Bengalia labiata är en tvåvingeart som beskrevs av Robineau-desvoidy 1830. Bengalia labiata ingår i släktet Bengalia och familjen spyflugor. Inga underarter finns listade i Catalogue of Life.